# Mar Bàltica
|  | «Bàltic» redirigeix aquí. Vegeu-ne altres significats a «Bàltic (desambiguació)». |

La mar Bàltica, o el mar Bàltic, és una mar del nord d'Europa, oberta a la mar del Nord i, finalment, a l'oceà Atlàntic a través dels estrets de Kattegat i Skagerrak. Els països que l'envolten són (començant per la Península Escandinava i seguint en sentit horari): Suècia, Finlàndia, Rússia (regió de Sant Petersburg), Estònia, Letònia, Lituània, Rússia (regió de Kaliningrad), Polònia, Alemanya i Dinamarca.
La seva superfície és de 432.800 km², i inclou dues grans entrades: el golf de Finlàndia, entre el sud d'aquest país i Estònia, i el golf de Bòtnia, entre la costa oriental de Suècia i l'occidental de Finlàndia. També inclou alguna sortida com la península de Jutlàndia. Geològicament, és molt poc antiga: només existeix des del VI mil·lenni aC. És molt poc profunda (la mitjana és de 57 m; la fondària màxima són 459 m al nord de l'illa sueca de Gotland), cosa que, unida a la poca obertura a l'oceà, fa que la renovació de les aigües sigui molt lenta i hi afavoreix els problemes de contaminació.
La salinitat de la Bàltica és molt baixa comparada amb la d'altres mars o oceans; de fet, es pot considerar intermèdia entre l'aigua dolça i la salada. Aquest fet s'explica per la seva alta latitud (no pateix gaire evaporació), combinada amb una gran aportació d'aigua dolça per part de molts rius, que per culpa de la ja esmentada estretor de la seva comunicació amb l'oceà és molt difícil d'evacuar i renovar amb aigua salada. Aquesta baixa salinitat té unes fortes implicacions biològiques, amb moltes espècies que són diferents de les seves homòlogues en altres mars.
Dels països que l'envolten, només els Estats Bàltics i Polònia hi desguassen enterament. A més, també Txèquia, Eslovàquia, Ucraïna i Belarús hi acaben aportant aigua (indirectament).

## Noms
La mar rep diferents denominacions depenent de la llengua:
- Mar Bàltica és la forma habitual en les llengües romàniques, les eslaves (polonès, rus, caixubi), les bàltiques i l'anglès.
- Mar de l'Est és com l'anomenen totes les llengües germàniques excepte l'anglès, a més del finès (que, tot i tenir els parlants majoritàriament el Bàltic a l'oest, aquests estigueren sota domini suec durant molts segles, i des de la perspectiva sueca sí que queda a l'est, la mar).
- Mar de l'Oest és el nom que se li dona en estonià.

Els diversos noms de la mar en les llengües dels països que l'envolten són: Östersjön (suec), Itämeri (finès), Балтийское море, Baltískoie More (rus), Läänemeri (estonià), Baltijas jūra (letó), Baltijos jūra (lituà), Morze Bałtyckie o Bałtyk (polonès), Bôłt (caixubi), Ostsee (alemany) iØstersøen (danès). Tàcit l'anomenà Suevicum Mare, o mar dels Sueus.

## Història geològica

Llac Ancylus cap a l'any 8.700 aC. El contorn del Glaciar Escandinau en blanc. El riu Svea älv van formar una sortida a l'Atlàntic.

El mar Bàltic s'assembla una mica a un llit de riu, amb dos afluents, el Golf de Finlàndia i Golf de Bòtnia. Estudis geològics mostren que, abans del Plistocè, en lloc del mar Bàltic hi havia una àmplia plana al voltant d'un gran riu anomenat Eridà. Diversos episodis de glaciació durant el Plistocè van fer emergir el llit del riu a la conca del mar. En el moment de l'últim, al període Interglacial Riss-Würm (MIS 5è.), el mar Eemià era al seu lloc. En lloc d'un veritable mar, el mar Bàltic pot ser entès fins i tot avui com un estuari amb tots els rius que hi desemboquen.
A partir d'aquest moment les aigües van quedar definides històricament amb els noms que hi ha a continuació. Moltes de les etapes duen el nom en referència a animals marins (per exemple, el mol·lusc Littorina), que són clars indicadors dels canvis en la temperatura de l'aigua i la salinitat.
Els factors que van determinar les característiques del mar són la immersió o l'emergència de la regió a causa del pes del gel i el reajustament isostàtic posterior, i els canals de connexió que hi ha al mar del Nord - Atlàntic, ja sigui a través de l'estret del mar Eemià o del que ara són els grans llacs de Suècia, i el mar Blanc-oceà Àrtic.
- Mar Eemià, 130.000-115.000 (anys enrere)
- Llac de gel Bàltic, 12.600–10.300
- Mar de Yoldia, 10.300–9.500
- Llac Ancylus, 9.500–8.000
- Mar Mastogloia 8.000–7.500
- Mar Littorina, 7.500–4.000
- Mar Post-littorina 4.000–actualitat

## Història
A l'època romana, la mar Bàltica era conegut com el Mare Suebicum o Mare Sarmaticum. Tàcit en el seu Agricola i Germania va descriure la Mare Suebicum, anomenat així per la tribu Sueu, com un mar salobrós, en veure'l en primavera, quan el gel al Mar Bàltic es trenca i a trossos. El poble sueu finalment va emigrar al sud-oest per a residir durant un temps a la zona de Renània de l'actual Alemanya, on el seu nom sobreviu a la regió històrica coneguda com a Suàbia. Els Sarmatian habitaven al sud d'Europa oriental i a Rússia. L'historiador Jordanes el va anomenar Mar germànic a la seva obra getica.
Des de l'època vikinga, els escandinaus han anomenat "el Llac de l'Est" (com a Austmarr, "Mar Oriental", apareix a la Heimskringla i com a Eystra sal apareix en Sörla þáttr). Saxo Grammaticus, a l'obra Gesta Danorum afirma que el nom mitològic Gandvik  es refereix al mar Bàltic. Com que "Vik" en nòrdic antic significa "badia", cal pensar que els vikings el consideraven correctament com una entrada del mar.
A més de peix, el mar també subministra ambre, en especial a la seva ribera sud. Els països limítrofs són productors tradicionals de fusta, quitrà de fusta, lli, cànem i pells. Suècia des de principis de l'època medieval ha tingut també una important indústria minera, especialment del ferro i plata. Polònia ha tingut i segueix tenint importants mines de sal. Tot això ha permès un ric comerç des de l'època romana.
A l'alta edat mitjana, els vikings d'Escandinàvia van construir el seu imperi comercial al voltant de tot el Bàltic. Més tard, hi va haver lluites pel control de la mar, amb els Wends habitant a la riba sud. Els vikings també n'utilitzen els rius de Rússia per a les rutes comercials i poder arribar fins al mar Negre al sud de Rússia. El període de domini dels vikings es coneix com a època vikinga.
Les terres de la costa oriental foren de les darreres d'Europa a convertir-se al cristianisme a les Croades Bàltiques: Finlàndia al segle xii pels suecs, i el que ara són Estònia i Letònia a principis de segle xiii pels danesos i els alemanys (Germans Livonians de l'Espasa). El Cavallers Teutons varen obtenir el control sobre les diferents parts del sud i la costa oriental del Mar Bàltic, on varen crear el seu estat monàstic, mentre lluitaven contra els polonesos, danesos, suecs, russos de l'antiga Nóvgorod i els lituans que varen ser els darrers europeus a convertir-se al cristianisme.
En el segle xii, es va intensificar la pirateria eslava. A partir del segle xi, la ribera sud i est de la mar Bàltica van ser colonitzades pels alemanys (i en menor mesura per holandesos, danesos i escocesos) en el curs de la colonització germànica de centre-europa (Ostsiedlung). Els Polabians eslaus van ser absorbits pels alemanys. Dinamarca va adquirir gradualment el control sobre la major part de la costa del mar Bàltic, fins que va perdre gran part de les seves possessions després d'haver estat derrotada el 1227 Batalla de Bornhöved.
Entre els segles XIII i XII, la força econòmica del nord d'Europa es va convertir en la Lliga Hanseàtica que va fer servir la mar Bàltica per establir les rutes comercials entre les ciutats membres. En el segle xvi i principis del xvii, la Confederació de Polònia i Lituània amb Dinamarca i Suècia varen lluitar pel domini Maris Baltici ("Govern del Mar Bàltic"). Finalment, va ser l'Imperi Suec qui pràcticament controlava la mar Bàltica. A Suècia, va ser denominada Mare Nostrum Balticum("La nostre mar bàltica").
Al segle xviii, Rússia i Prússia es varen convertir en el principal poder sobre la mar. La Gran Guerra del Nord, que va acabar amb la derrota sueca, va permetre l'accés a la mar a Rússia per la costa oriental. Des d'aleshores, Rússia va ser una potència dominant al Bàltic. Pere I de Rússia va veure la importància estratègica de la mar bàltica i va decidir fundar la seva nova capital, Sant Petersburg al delta del riu Neva a l'extrem est del Golf de Finlàndia. Es va desenvolupar molt el comerç no només dins de la regió del Bàltic, sinó també amb la regió del Mar del Nord, sobretot a l'est d'Anglaterra i els Països Baixos: les seves flotes necessitaven la fusta Bàltica, el quitrà, el lli i el cànem.
Durant la Guerra de Crimea, una flota conjunta del Regne Unit i França van bombardejar les fortaleses russes de Suomenlinna, que protegia Hèlsinki; Kronstadter, que protegia Sant Petersburg, i varen destruir Bomarsund al mar d'Åland. Després de la unificació d'Alemanya el 1871, tota la costa sud va passar a dependre d'Alemanya. La Primera Guerra Mundial, va ser combatuda en part a la Mar Bàltica. Després de 1920 Polònia obtingué una sortida a la Mar Bàltica pel Corredor Polonès i amplià el port de Gdynia en rivalitat amb el port de la Ciutat Lliure de Danzig.
Durant la Segona Guerra Mundial, Alemanya va recuperar la totalitat de la ribera sud i gran part de la zona oriental ocupant Polònia i els països bàltics. El 1945, la Mar Bàltica es va convertir en una fossa comuna de persones que es van ofegar al torpedinament de vaixells refugiats durant l'Operació Anníbal. Fins al 2004, l'enfonsament del Wilhelm Gustloff va ser el pitjor desastre marítim, causant la mort d'unes 9.000 persones. El 2005, un grup de científics russos van trobar al fons del mar més de cinc mil restes d'avió, vaixells de guerra enfonsats, i altres materials, principalment de la Segona Guerra Mundial.
Després de 1945, la població alemanya va ser expulsada de totes les àrees a l'est de la línia Oder-Neisse, deixant lloc als colons russos i polonesos. Polònia va obtenir un gran tram de la riba sud, Rússia va guanyar un altre accés al Bàltic amb l'óblast de Kaliningrad. A la costa oriental, els països bàltics van ser ocupats per la Unió Soviètica i junt amb Polònia i Alemanya de l'Est es van convertir en estats comunistes. El mar era llavors una frontera entre els blocs militars oposats. Aquesta frontera va afectar notablement el comerç i els viatges en general, i va arribar a la seva fi després de la caiguda dels règims comunistes a Europa central i Oriental a partir de 1988. Des de maig de 2004, amb l'adhesió de la països bàltics i Polònia, la Mar Bàltica està envoltada, gairebé completament, pels països de la Unió Europea excepte les zones russes de Sant Petersburg i l'exclavament de l'óblast de Kaliningrad.
La zona és castigada a partir del mes d'octubre per tempestes hivernals que han provocat nombrosos naufragis, com l'enfonsament del transbordador M/S Estònia en ruta de Tallinn (Estònia) a Estocolm (Suècia), el 1994, que es va cobrar la vida de centenars de persones.

## Dades geofísiques

Parts de la mar Bàltica

La Mar Bàltica és un mar interior considerada la major massa d'aigua salabrosa del món. Ocupa una conca formada per l'erosió glacial.

### Dimensions
El mar Bàltic és d'uns 1.700 km de llarg, una mitjana de 193 km d'amplada, i una mitjana de 57 m de profunditat. La màxima profunditat és de 515 m, al centre de la part sueca. La superfície és d'aproximadament 422.000 km² i el volum és d'uns 20.000 km³. El seu perímetre són uns 9.200 km de costa.

### El mar gelat
Com a mitjana a llarg termini, la Mar Bàltica està coberta de gel al voltant del 45% de la seva superfície. L'àrea coberta de gel durant l'hivern típic inclou el Golf de Bòtnia, el golf de Finlàndia, golf de Riga, Väinameri a l'arxipèlag estonià, l'arxipèlag d'Estocolm i el mar de l'arxipèlag. La resta del Bàltic no es congela durant un hivern normal, amb l'excepció de les badies i llacunes arrecerades, com la llacuna de Curlàndia. El gel arriba al seu màxim nivell al febrer o març, amb un gruix típic d'uns 70 cm de gel marí a les zones més septentrionals de la badia de Bòtnia, al nord de la conca del golf de Bòtnia. El gruix disminueix més al sud.
La congelació s'inicia a la costa nord del golf de Bòtnia cap a mitjans de novembre, arribant a les aigües obertes de badia de Bòtnia a principis de gener. El mar de Bòtnia es congela, de mitjana, a la fi de febrer. El golf de Finlàndia i el golf de Riga es congelen normalment al transcurs de gener.
L'extensió del gel depèn de la cruesa de l'hivern. Els hiverns severs poden portar la formació de gel al voltant de Dinamarca i al sud de Suècia. Segons William Derham durant el cru hivern de 1703 i 1708 el gel va cobrir fins als estrets danesos. En els darrers anys un hivern típic produeix només gel als extrems nord i est del Bàltic. El 2007 no hi va haver gairebé cap formació de gel, excepte durant un breu període el març.
A la primavera, el golf de Finlàndia i de Bòtnia normalment desglacen al final d'abril, amb algunes crestes de gel persistents fins al mes de maig a la zona sud-oest del golf de Finlàndia. Al nord, tocant a la badia Bòtnia, el gel acostuma a mantenir-se fins al final de maig.
Durant l'hivern, els primers gels que es formen a tocar de la costa dificulten l'accés als ports sense servei de trencaglaçs.
La coberta de gel és l'hàbitat principal només per unes poques espècies. La major d'elles són foques que s'alimenten i crien en el gel, encara que el gel marí també acull diverses espècies d'algues que viuen a la part inferior i dins les bosses de salmorra al gel.

### Hidrografia
La mar Bàltica flueix a través dels estrets danesos amb corrents complexos. Una capa superficial aboca 940 km³ a l'any d'aigües salobrosa al Mar del Nord. Degut a la diferència de salinitat, una sub-capa inferior d'aigües més salines es desplacen en sentit contrari portant 475 km³ l'any. Es barreja molt lentament amb la part superior de les aigües produint un gradient de salinitat de dalt a baix, amb la majoria de la sal de l'aigua per sota dels 40-70 m de profunditat. La circulació general és en el sentit del rellotge: al nord cap orient i al sud cap a l'oest.
La diferència entre la sortida i l'entrada és el resultat de l'aigua dolça aportada pels més de 250 rius que drenen a la conca del Bàltic aproximadament 1,6 milions de km³, el que correspon a un volum de 660 km³ per any. Entre ells s'inclouen els principals rius del nord d'Europa, com l'Oder, el Vístula, el Neman, el Daugava i la Neva. Una altra aportació d'aigua dolça prové de la diferència positiva entre la pluja i l'evaporació.
Una important aportació d'aigua salada són les poc freqüents entrades d'aigua del Mar del Nord en el Bàltic. Aquests fluxos, importants per a l'ecosistema del Bàltic a causa de l'aportació d'oxigen a les profunditats del Bàltic, acostuma a passar cada quatre o cinc anys fins a la dècada de 1980, de mitjana. En els darrers decennis, però, s'han tornat menys freqüents. En concret, les tres últimes es van produir el 1983, 1993 i 2003. Sembla, doncs, que la freqüència ha passat a deu anys.
El nivell de l'aigua és, en general, molt més dependent de la situació del vent que en els efectes de la marea. Amb tot, hi ha corrents produïts per la marea en els estrets passatges de la part occidental del Bàltic.
L'alçada de les onades és habitualment molt més baixa que la del Mar del Nord. Unes violentes i sobtades tempestes solen escombrar la superfície marina degut a les grans diferències de temperatura i a una important presència del vent. Els vents estacionals també causen petits canvis en el nivell del mar, d'uns 50 cm.

#### Tributaris
Desemboquen a la mar Bàltica elss egüents rius: Baaber Bek, Düna, Göta Älv, Lanckener Bek, Memel, Nevà, Oder, Torne Älv i Vístula.

### Salinitat
La salinitat del mar Bàltic és molt menor que la de l'aigua de l'oceà (amb una mitjana de 3,5%), a conseqüència de l'abundant aigua dolça provinent de les terres circumdants i, de fet, els rius contribueix aproximadament amb una quarantena part del seu volum total anual, ja que el volum de la conca és d'uns 21.000 km³ i anualment s'aporten uns 500 km³. Les aigües superficials de la conca central tenen una salinitat de 6 a 8‰. A les badies semitancades amb els principals fluxos d'aigua dolça, com a l'extrem del golf de Finlàndia amb la desembocadura del riu Neva, i el cap del golf de Bòtnia amb l'aportació del Luleå, Kemi i Tornió, la salinitat és considerablement menor. Per sota de 40 a 70 m, la salinitat oscil·l'entre un 10 i un 15‰ en el mar Bàltic obert.
L'aportació d'aigua dolça d'uns dos-cents rius i la introducció de salada des del sud construeix un gradient de salinitat en el mar Bàltic. Prop dels estrets danesos, la salinitat és semblant a la del Kattegat, però encara no plenament oceànica, ja que l'aigua més salada que passa per l'estret segueix estant barrejada amb quantitats considerables de l'aigua de sortida. La salinitat disminueix de manera constant cap al nord i l'orient. A la part nord del golf de Bòtnia, l'aigua ja no és salada i moltes espècies d'aigua dolça viuen al mar. El gradient de salinitat és paral·lel al gradient de temperatura. Aquests dos factors limiten moltes espècies d'animals i plantes a una regió relativament estreta del mar Bàltic.
La majoria d'aigua salina està verticalment estratificada en la columna d'aigua a la Mar del Nord, creant una barrera per a l'intercanvi d'oxigen i nutrients, i el foment d'ambients marítims completament separats.

### Emergència geològica de la regió

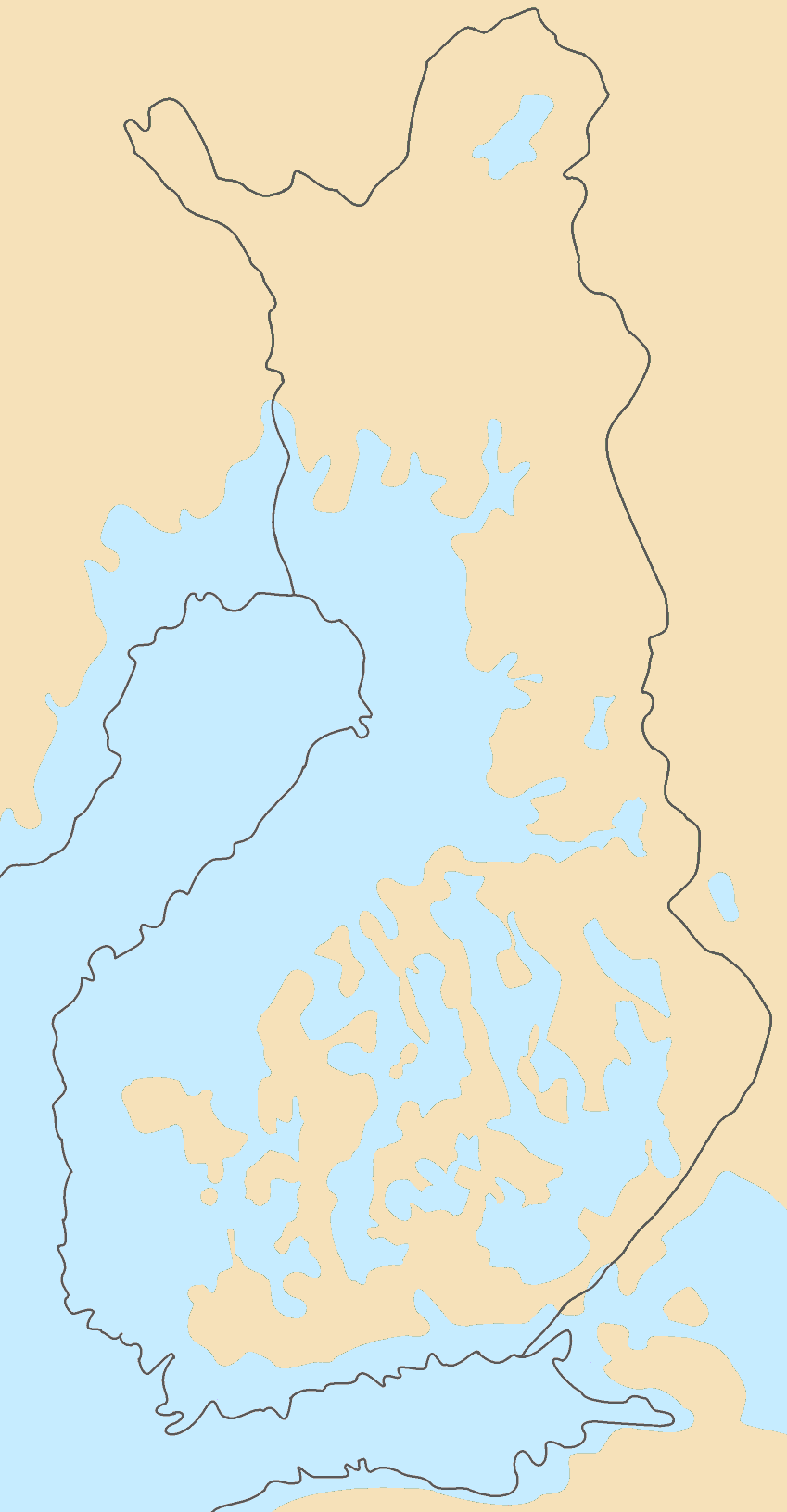
Gran part de la moderna Finlàndia fou un antic llit marí o un arxipèlag. En la imatge s'observa el nivell del mar immediatament després de la darrera era glacial

La terra és encara emergent isostàticament del seu estat subsident, que va ser causat pel pes de l'última glaciació. El fenomen és conegut com a rebot post-glacial. En conseqüència, la superfície i la profunditat del mar estan disminuint. L'elevació és d'uns vuit mil·límetres per any a la costa finesa del golf de Bòtnia. A la zona, l'antic fons marí només està inclinat suaument, donant lloc a grans extensions de terra recuperada en períodes geològicament curts (decennis i segles).

## Dades geogràfiques

### Subdivisions
La part nord del mar Bàltic és conegut com el golf de Bòtnia, del qual la part més septentrional és la Badia de Bòtnia. La part més al sud del golf s'anomena Mar de Bòtnia i immediatament al sud d'aquest hi ha el Mar d'Åland. El golf de Finlàndia connecta el Mar Bàltic amb Sant Petersburg. El golf de Riga s'ubica entre Riga, la capital de Letònia i l'illa estona de Saaremaa.
El mar Bàltic del Nord està entre l'àrea d'Estocolm, al sud-oest de Finlàndia i Estònia. La conca de Gotland forma la part essencial del Mar Bàltic Central. El Bornholm Basin és a l'àrea est de Bornholm, i la poc profunda conca d'Arkona s'estén des de Bornholm fins a les illes danesas de Falster i Zealand.
Al sud, la Badia de Gdańsk s'ubica a l'est de la Península Hel a la costa polonesa i cap a l'oest de Sambia en óblast de Kaliningrad. La badia de Pomerania es troba al nord de les illes d'Usedom i Wolin, a l'est de Rügen. Entre Falster i la costa alemanya està la badia de Mecklenburg i la Badia de Lübeck. La part més occidental del Mar Bàltic és la badia de Kiel. Els tres estrets danesos, el Gran Belt, el Petit Belt i l'Øresund, connecta el Mar Bàltic amb la badia Kattegat i l'estret Skagerrak en el Mar del Nord. La confluència d'aquests dos mars a Skagen a l'extrem nord de Dinamarca és un espectacle visual visitat per molts turistes cada any.

### Ús de la terra

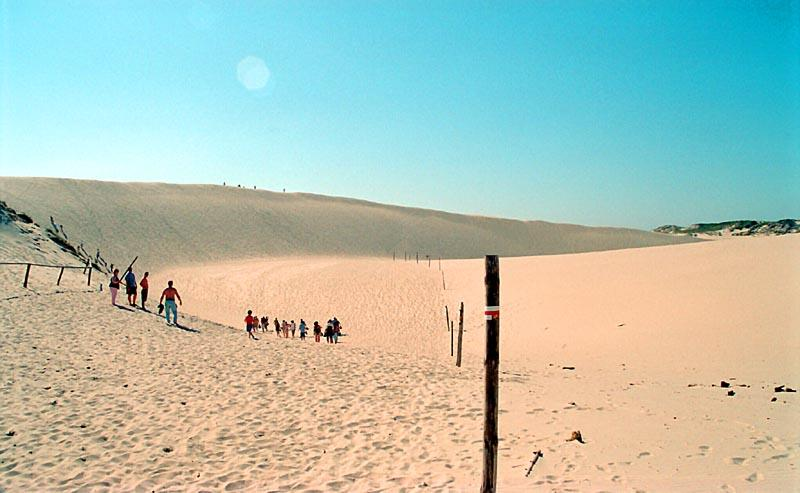
Costa de dunes Polonesa

Aproximadament un 48% de la regió és boscosa, on Suècia i Finlàndia contenen
la majoria dels boscos, especialment al voltant dels golfs de Bòtnia i Finlàndia.
Aproximadament un 20% de la terra s'utilitza per a agricultura i pastura, principalment a Polònia i al voltant de la costa bàltica d'Alemanya, Dinamarca i Suècia. Aproximadament un 17% de la terra no té utilització directa i un 8% són pantans. La majoria d'aquests son als golfs de Bòtnia i Finlàndia.
La resta de la terra està fortament poblada.

### Demografia
Aproximadament 85 milions de persones viuen a la costa bàltica, 15 milions dins dels 10 km de costa i 29 milions dins dels 50 km de costa. Al voltant de 22 milions viuen en centres de població de més de 250.000 habitants. Un 90% d'aquests es concentren en la banda de 10 km al voltant de la costa. De les nacions que contacten totalment o parcialment amb la costa, Polònia suposa un 45% dels 85 milions, Rússia un 12%, Suècia un 10% i els altres menys d'un 6% cadascun.

## Biologia

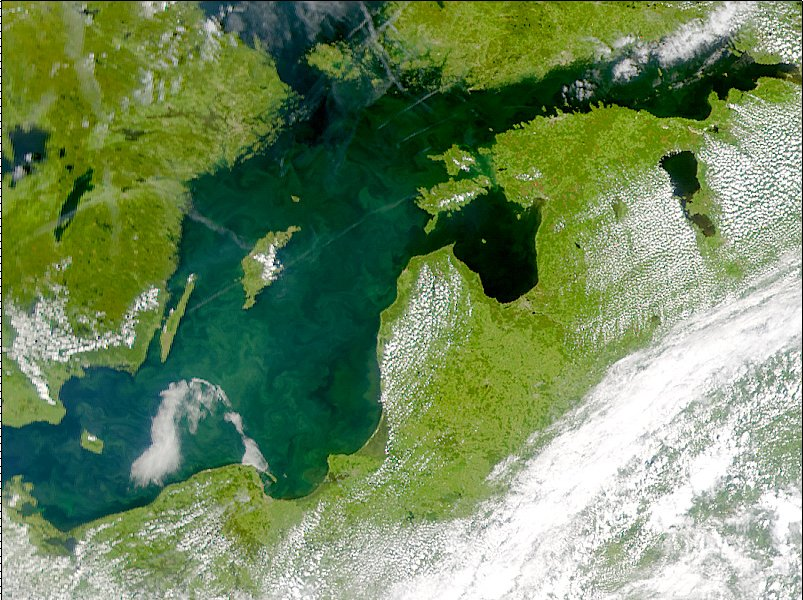
Floració de fitoplàncton en la Mar Bàltica, 3 de juliol de 2001

Aproximadament uns 100.000 km² dels fons marins del Bàltic (un quart de la seva superfície total) és una zona morta. L'aigua més salina (i per tant més densa) es manté en el fons aïllada de les aigües superficials i l'atmosfera. Això condueix a una disminució de la concentració d'oxigen dins la zona. En aquesta zona creixen principalment bacteris que digereixen la matèria orgànica i alliberen sulfur d'hidrogen. Degut a aquesta gran zona anaeròbica, l'ecologia del fons marí és força diferent de la dels seus veïns de l'Atlàntic.
La baixa salinitat del mar Bàltic ha portat a l'evolució de moltes espècies lleugerament divergents, com l'areng del mar Bàltic que és una petita variant de l'areng atlàntica. La fauna bentònica es compon principalment de Monoporeia affinis , que és originalment una espècie d'aigua dolça. La manca de marees ha afectat a les espècies marines, en comparació amb l'Atlàntic.
Les espècies més comunes de peixos que es poden trobar en el Mar Bàltic són: el bacallà, l'arengada, el lluç, la plana, la truita de mar, l'anguila i el turbot.
Una característica peculiar de la fauna és que conté una sèrie d'espècies relictes glacials, poblacions aïllades d'espècies àrtiques que han romàs en el Mar Bàltic des de l'última glaciació, com l'isòpode Saduria entomon, la subespècie de la foca ocel·lada del Bàltic (Pusa hispida botnica), una de les 10 espècies més amenaçades pel canvi climàtic, i el peix Myoxocephalus quadricornis.
Imatges de satèl·lit preses el juliol de 2010 varen revelar una floració massiva d'algues que cobreix una àrea de 377.000 quilòmetres quadrats en el Mar Bàltic. L'àrea de la floració s'estén des d'Alemanya i Polònia a Finlàndia. Els investigadors del fenomen han indicat que les floracions d'algues s'han produït cada estiu des de fa dècades. La filtració de productes fertilitzants provinents de la terra agrícola circumdant ha exacerbat el problema, donant a lloc l'augment en l'eutrofització.

## Economia

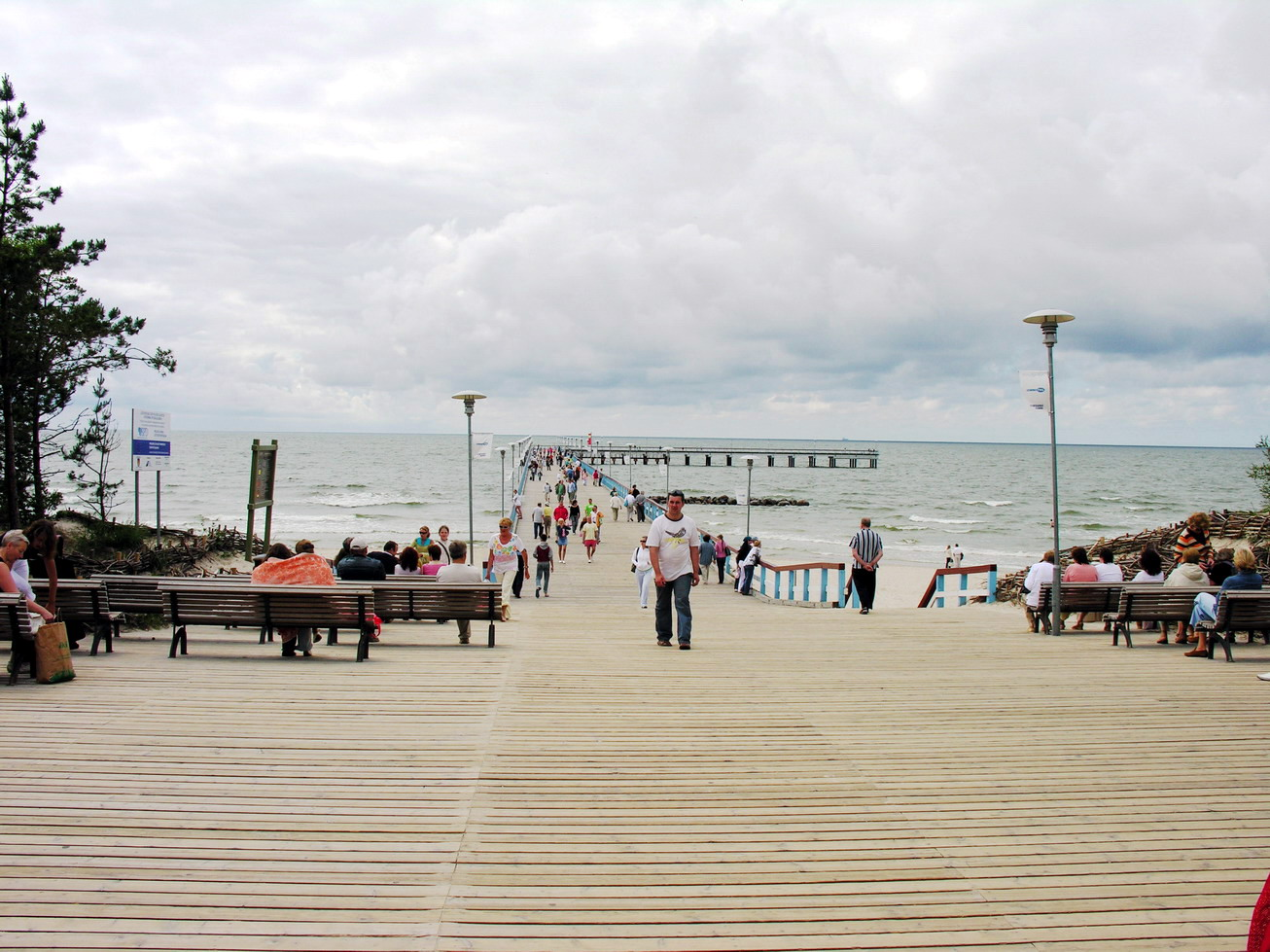
Pont dins del mar en el Palanga, el balneari més popular de Lituània

La construcció del Pont del Gran Belt (1997) i del Pont de l'Øresund (1999) sobre la via navegable internacional dels estrets danesos ha limitat el Mar Bàltic als vaixells de mida mitjana. El mar Bàltic és la principal ruta comercial per a l'exportació de petroli rus. Molts dels països veïns estan preocupats per això, ja que una gran fuga de petroli seria desastrós al Bàltic a causa de la lentitud d'intercanvi d'aigua i les nombroses espècies úniques. La indústria del turisme, especialment en les economies dependents d'aquesta activitat, com el nord-est d'Alemanya, estan naturalment molt preocupats.
La construcció naval es practica en moltes drassanes de tot el Bàltic. Les més llargues són Gdańsk, Gdynia i Szczecin (Polònia), HDW a Kiel (Alemanya), Karlskrona (Suècia), Kockums a Malmö (Suècia), Rauma, Turku i Hèlsinki (Finlàndia), Riga, Ventspils i Liepāja (Letònia), i Klaipėda (Lituània).
Hi ha diversos transbordadors de mercaderies i passatgers operant al mar Bàltic, per exemple, Scandlines, Silja Line, Polferries, Viking Line, Tallink i Superfast Ferries.

## Països
Suècia, Finlàndia, Rússia, Estònia, Letònia, Lituània, Polònia, Alemanya i Dinamarca són els països amb sortida directa al mar i el delimiten administrativament. Belarús, la República Txeca, Noruega, Eslovàquia i Ucraïna formen part de la Conca hidrogràfica d'aquest.

### Consell d'estats del mar bàltic

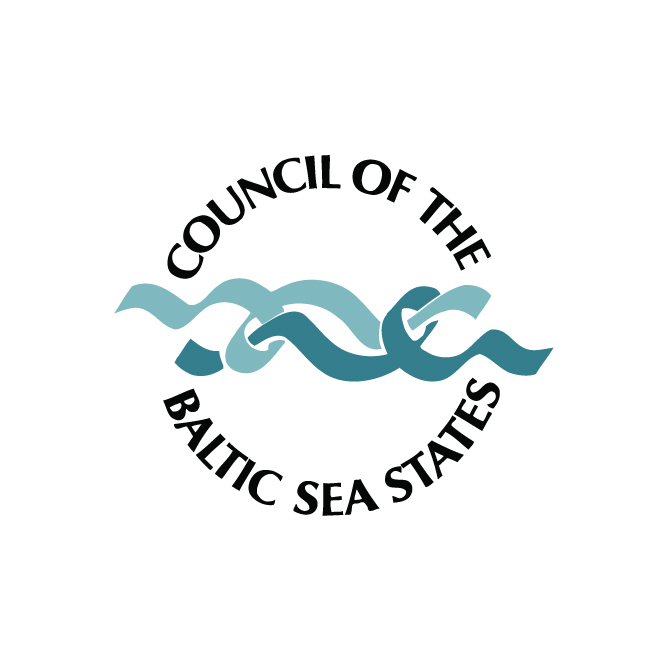
Logotip del Consell d'estats del mar bàltic.

Consell d'estats del mar bàltic (CBSS) va ser establert pels ministres d'Exteriors de la regió a Copenhaguen el 1992 com una resposta als canvis geopolítics que es van produir a la regió del Mar Bàltic amb la fi de la Guerra Freda.
Des de 1998, el Consell d'estats del mar Bàltic disposa d'una Secretaria internacional permanent, que es troba a Estocolm. La més alta institució del CBSS és la conferència de ministres d'Afers Exteriors, que es reuneix cada dos anys.
El Consell està integrat pels ministres de Relacions Exteriors de cada Estat membre i un membre de la Comissió Europea. La Presidència del Consell és rotatòria entre els estats membres sobre una base anual. La funció del Consell és la de servir com un fòrum per a l'orientació i coordinació general entre els estats participants. El ministre de Relacions Exteriors del país que presideix és responsable de coordinar les activitats del Consell i està assistit en la seva tasca pel Comitè d'Alts Funcionaris (Committee of Senior Officials) que està compost per alts representants dels ministeris d'Afers Exteriors dels 11 estats membres CBSS i de la Comissió Europea, la presidència d'aquest és paral·lela a la del consell.
Els estats membres del CBSS són: Alemanya, Dinamarca, Estònia, Finlàndia, Islàndia, Letònia, Lituània, Noruega, Polònia, Rússia i Suècia

## El Conveni de Hèlsinki

### Convenció de 1974
Per primera vegada, totes les fonts de contaminació al voltant d'un mar van redactar un conveni marc, signat el 1974 pels llavors set estats riberencs del Bàltic. La Convenció de 1974 va entrar en vigor el 3 de maig de 1980.

### Convenció de 1992
A la llum dels canvis polítics i l'evolució internacional del medi ambient i del dret marítim, va ser signat un nou conveni el 1992 per tots els estats riberencs del mar Bàltic, i la Comunitat Europea. La Convenció inclou la totalitat de la zona del mar Bàltic, incloses les aigües interiors, així com els fons marins. També es prenen mesures en tota la zona de captació del mar Bàltic per reduir la contaminació d'origen terrestre. La Convenció sobre la Protecció del Medi Marí de la zona del mar Bàltic del 1992, va entrar en vigor el 17 de gener de 2000.
L'òrgan rector de la Convenció és la Comissió de Hèlsinki, també conegut com a HELCOM, o de Comissió de Protecció del Medi Marí del Bàltic. Actualment les parts contractants són Dinamarca, Estònia, la Comunitat Europea, Finlàndia, Alemanya, Letònia, Lituània, Polònia, Rússia i Suècia.
Els instruments de ratificació van ser dipositats per la Comunitat Europea, Alemanya, Letònia i Suècia el 1994, per Estònia i Finlàndia el 1995, per Dinamarca el 1996, per Lituània el 1997 i per Polònia i Rússia el novembre de 1999.

## Illes i arxipèlags

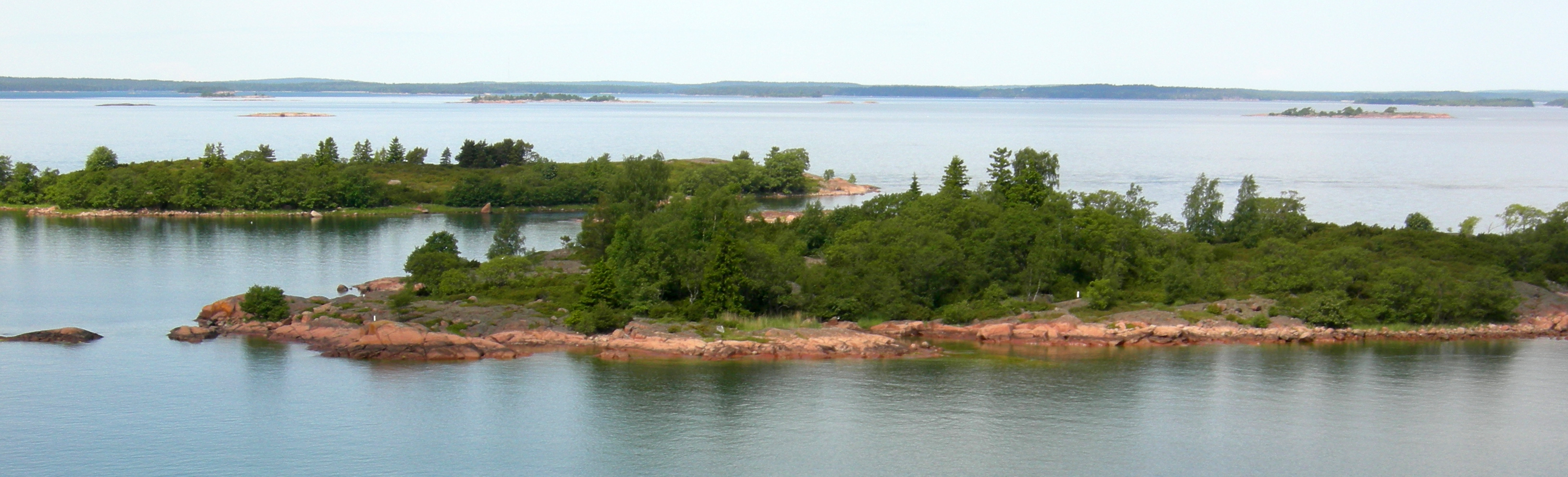
Skerries, part de les Illes Åland, Finlàndia.

- Illes Åland (entitat autònoma de Finlàndia)
- Bornholm (Dinamarca)
- Gotland (Suècia)
- Hailuoto (Finlàndia)
- Hiiumaa (Estònia)Cap Arkona a l'illa de Rügen a Alemanya, lloc sagrat pels Eslaus pre-cristians.
- Öland (Suècia)
- Rügen (Alemanya)
- Saaremaa (Estònia)
- Arxipèlag d'Estocolm (Suècia)

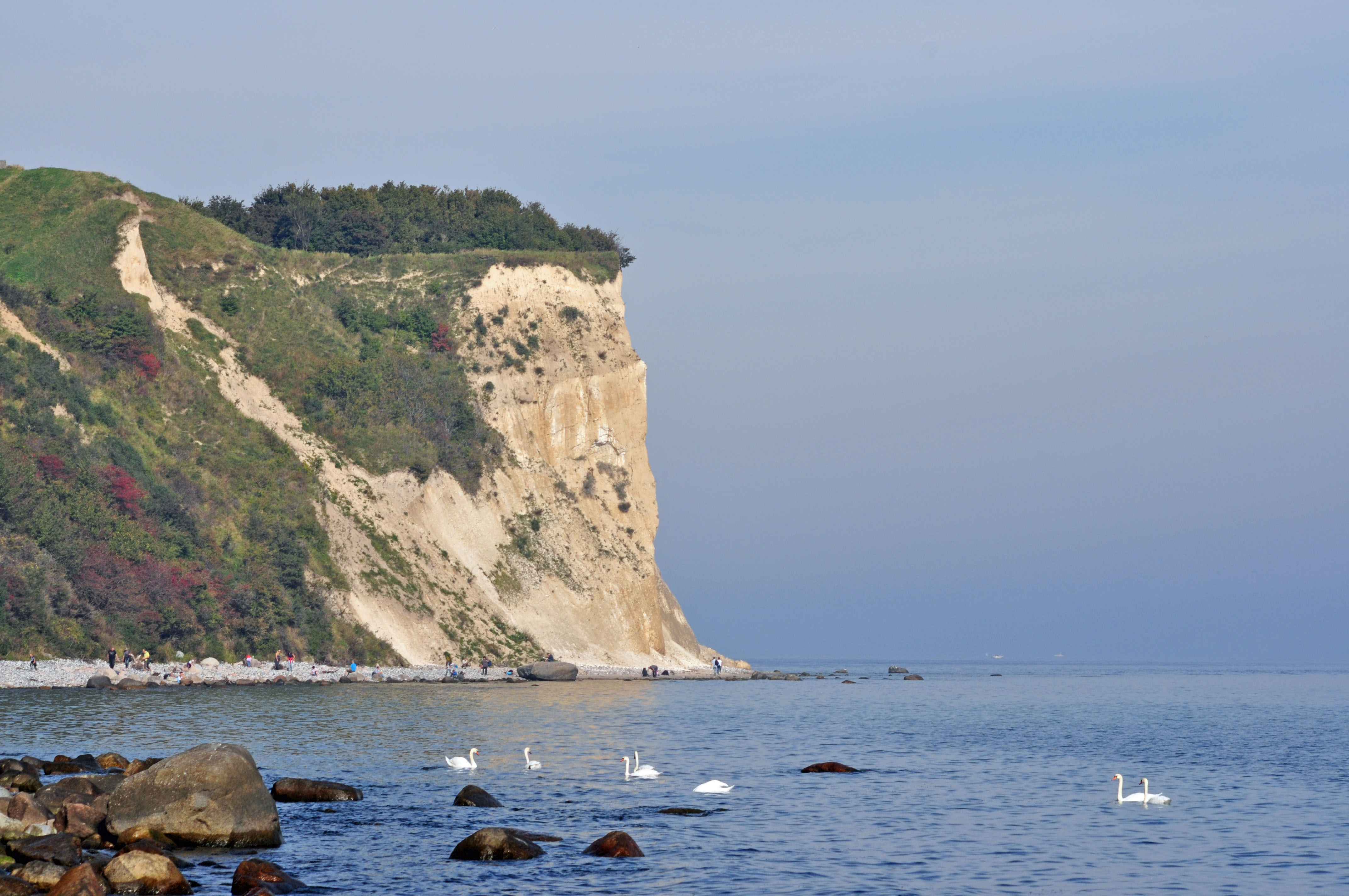
Cap Arkona a l'illa de Rügen a Alemanya, lloc sagrat pels Eslaus pre-cristians.

- Usedom o Uznam (partit entre Alemanya i Polònia)
- Arxipèlag Kvarken (Finlàndia)

## Ciutats
Les grans ciutats costaneres bàltiques, per ordre de població, són:
- Sant Petersburg (Rússia), 4.700.000 hab.
- Estocolm (Suècia), 743.703 hab. (àrea metropolitana, 1.823.210 hab.)
- Trójmiasto o les Tres Ciutats (Polònia) (àrea metropolitana, 1.035.000 hab.), que inclou
  - Gdańsk (Polònia), 462.700 hab.
  - Gdynia (Polònia), 255.600 hab.
- Hèlsinki (Finlàndia), 559.716 hab. (àrea metropolitana, 980.000 hab.)
- Riga (Letònia), 760.000 hab.
- Szczecin (Polònia), 413.600 hab.
- Tallinn (Estònia), 401.774 hab.
- Kaliningrad (Rússia), 400.000 hab.
- Malmö (Suècia), 259.579 hab.
- Kiel (Alemanya), 250.000 hab.
- Lübeck (Alemanya), 216.100 hab.
- Rostock (Alemanya), 212.700 hab.
- Klaipeda (Lituània), 194.400 hab. (àrea metropolitana, 240.000 hab.)
- Turku (Finlàndia) 175.000 hab.

Ports importants (tot i no ser grans ciutats):
- Swinoujscie (Polònia), 50.000 hab.
- Ventspils (Letònia), 44.000 hab.
- Baltisk (Rússia), 20.000 hab.
- Hanko (Finlàndia), 10.000 hab.